# Правительственный округ (Германия)

Правительственные округа Федеративной Республики Германия

Правительственный округ (нем. Regierungsbezirk) в современной Германии (ФРГ) объединяет несколько (земельных) районов и внерайонных городов. В прошлом правительственные округа были административно-территориальными единицами Германской империи, Веймарской республики и Нацистской Германии. 
Правительственные округа существуют не во всех землях (государствах) федерации: 
- Баден-Вюртемберг — 4 правительственных округа (с 1973 года):

1. Фрайбург (Freiburg)
2. Карлсруэ (Karlsruhe)
3. Штутгарт (Stuttgart)
4. Тюбинген (Tübingen)

- Бавария — 7 правительственных округов (с 1972 года):

1. Верхняя Бавария (Oberbayern)
2. Нижняя Бавария (Niederbayern)
3. Верхняя Франкония (Oberfranken)
4. Средняя Франкония (Mittelfranken)
5. Нижняя Франкония (Unterfranken)
6. Верхний Пфальц (Oberpfalz)
7. Швабия (Schwaben)

- Гессен — 3 правительственных округа (с 1981 года):

1. Дармштадт (Darmstadt)
2. Гиссен (Gießen)
3. Кассель (Kassel)

- Северный Рейн-Вестфалия —  5 правительственных округов (с 1972 года):

1. Арнсберг (Arnsberg)
2. Детмольд (Detmold)
3. Дюссельдорф (Düsseldorf)
4. Кёльн (Köln)
5. Мюнстер (Münster)

В следующих землях существовали ныне упразднённые правительственные округа:
- Рейнланд-Пфальц — 3 правительственных округа (с 1968 года до 1999 года):

1. Кобленц (Koblenz)
2. Рейнгессен-Пфальц (Rheinhessen-Pfalz)
3. Трир (Trier)

- Саксония-Анхальт — 3 правительственных округа (с 1991 года до 2003 года):

1. Галле (Halle)
2. Дессау (Dessau)
3. Магдебург (Magdeburg)

- Нижняя Саксония — 4 правительственных округа (с 1978 года до 2004 года):

1. Брауншвейг (Braunschweig)
2. Везер-Эмс (Weser-Ems)
3. Ганновер (Hannover)
4. Люнебург (Lüneburg)

- Саксония — 3 правительственных округа (с 1991 года до 2008 года):

1. Хемниц (Chemnitz)
2. Дрезден (Dresden)
3. Лейпциг (Leipzig)

- Саксония — 3 дирекционных округа (нем. Direktionsbezirk, с 1 августа 2008 года до 1 марта 2012 года), объединённые в 2012 году в единую земельную дирекцию Саксонии (нем. Landesdirektion Sachsen), включающую три соответствующих отдела (нем. Dienststelle)[4]:

Административное деление Германии

1. Хемниц (Chemnitz)
2. Дрезден (Dresden)
3. Лейпциг (Leipzig)

## Правительственные округа Второго рейха, Веймарской республики, Третьего рейха и Оккупированной Германии

### Правительственные округа Пруссии
Созданы в 1815 году. После ликвидации Пруссии после окончания Второй мировой войны на землях возникших на месте Пруссии стали упраздняться, а в некоторых случаях реорганизовываться.
Правительственные округа отсортированы по провинциям Пруссии.
- Восточная Пруссия (столица — Кёнигсберг) включала правительственные округа:
  - Кёнигсберг
  - Алленштайн
  - Гумбиннен
  - Западная Пруссия (1919—1939)
  - Цихенау (1939—1945)
- Западная Пруссия (столица — Мариенвердер) (до 1919 года) включала правительственные округа:
  - Данциг (до 1919 года)
  - Мариенвердер (до 1919 года)
- Силезия (столица — Бреслау) (до 1919 года) включала правительственные округа:
  - Бреслау
  - Лигниц
  - Оппельн
- Нижняя Силезия (столица — Бреслау) (до 1919 и в 1939—1941 годы — провинция Силезия) включала правительственные округа:
  - Лигниц
  - Бреслау
- Верхняя Силезия (столица — Оппельн) (до 1919 и в 1939—1941 годы — провинция Силезия) включала правительственные округа:
  - Оппельн
  - Каттовиц (1939—1945)
- Позен (до 1919 года) включал правительственные округа:
  - Позен (до 1919 года)
  - Бромберг (до 1919 года)
- Померания включала правительственные округа:
  - Кёслин
  - Штральзунд (до 1932 года)
  - Штеттин
- Бранденбург включал правительственные округа:
  - Франкфурт
  - Потсдам
- Саксония включала правительственные округа:
  - Эрфурт (примерно соответствует правительственному округу Дессау)
  - Магдебург
  - Мерзебург (примерно соответствует правительственному округу Галле)
- Ганновер включал правительственные округа:
  - Ганновер
  - Аурих (примерно соответствует северной части правительственного округа Везер-Эрмс)
  - Хильдесхайм (примерно соответствует правительственному округу Брауншвейг)
  - Люнебург
  - Оснабрюк (примерно соответствует северной части правительственного округа Везер-Эрмс)
  - Штаде (примерно соответствует западной части правительственного округа Люнебург)
- Вестфалия включала правительственные округа:
  - Мюнстер
  - Арнсберг
  - Минден (примерно соответствует правительственному округу Детмольд)
- Рейнская провинция включала правительственные округа:
  - Аахен
  - Трир
  - Кобленц
  - Дюссельдорф
  - Кёльн
  - Зигмаринген
- Гессен-Нассау включал правительственные округа:
  - Кассель
  - Висбаден

Павительственные округа бывших провинций Пруссии.
В 1944 году после раздела провинции Саксония на провинции Магдебург (бывший правительственный округ Магдебург) и Галле-Мерзебург (бывший правительственный округ Мерзебург), положение правительственного округ Эрфурт, оставалось неопределённым, до присоединения в 1945 году к Тюрингии. После объединения провинций Магдебург, Галле-Мерзебург и Анхальта в землю Саксония-Анхальт были образованы правительственные округа:
- Галле (бывший правительственный округ Мерзебург)
- Магдебург (бывшая провинция Магдебург)
- Дессау (бывший Анхальт)

После объединения Ганновера с Ольденбургом, Брауншвейгом и Шаумбург-Липпе к прежним правительственным округам Ганновера были добавлены ещё два — Брауншвейг и Ольденбург (Шаумбург-Липпе вошёл в Нижнюю Саксонию в качестве Района Шаубург-Липпе).
Правительственные округа Нижней Саксонии в 1946—1972 гг:
- Аурих
- Брауншвейг
- Ганновер
- Хильдесхайм
- Люнебург
- Ольденбург
- Оснабрюк
- Штаде

После разделения Рейнской провинции на северную и южную части и объединения северной части с Вестфалией и Липпе, правительственный округ Минден был объединён с Липпе в правительственный округ Минден-Липпе (сама Липпе вошла в качестве двух районов — Детмольт и Лемго, созданных ещё в 1932 году вместо прежнего деления на амты, в 1972 году объединены в район Липпе), после объединения южной части Рейнской провинции с Пфальцем, Рейнгессеном и части правительственного округа Висбаден, были образованы правительственные округа Пфальц, Рейнгессен и Монтабаур (из части правительственного округа Висбаден).
В 1944 году Гессен-Нассау была разделена на провинции Кургессен (бывший правительственный округ Кассель) и Нассау (бывший правительственный округ Висбаден), после чего прежние правительственные округа прекратили существование. После объединения Гессен-Нассау и Гессен-Дармштадта к прежним правительственным округам Гессен-Нассау был добавлен ещё один — Дармштадт:
- Висбаден
- Кассель
- Дармштадт

В 1952 году правительственные округа Саксонии-Анхальт и Бранденбурга были упразднены. В 1968 году правительственные округа Гессена были упразднены, но в 1981 году были созданы другие. В 1968 году Пфальц, Рейнсгессен и Мотабаур были объединены в Рейнсгессен-Пфальц. В 1972 году правительственный округ Аахен был присоединён к правительственному округу Кёльн, правительственный округ Минден-Липпе был переименован в Липпе, правительственные округа Нижней Саксонии были упразднены, но в 1978 году восстановлены, при этом правительственные округа Ольденбург, Аурих и Оснабрюк были объединены в Везер-Эмс; Хильдесхайм был присоединён к Брауншвейгу, Штаде к Люнебургу. В 1991 году были восстановлены правительственные округа Саксонии-Анхальт. В 1999 году были упразднены правительственные округа Рейнланд-Пфальца, в 2003 году — Саксонии-Анхальт, а в 2004 году — Нижней Саксонии.

### Земельные комиссарские округа в Бадене и районы в Вюртемберге
Земельные комиссарские округа Бадена соответствовали правительственным округам Пруссии в 1864—1945 гг.
- Фрайбург
- Карлсруэ
- Констанц
- Мангейм

Районы в Вюртемберге соответствовали правительственным округам Пруссии
- Дунайский район
- Ягстский район
- Неккарский район
- Шварцвальдский район

В 1945 году земельные комиссарские округа Бадена Карлсруэ и Мангейм, Неккарский и Ягстский районы Вюртемберга были объединены в землю Вюртемберг-Баден, Дунайский и Шварцвальдский районы Вюртемберга и правительственный округ Зигмаринген Пруссии были объединены в землю Вюртемберг-Гогенцоллерн, в 1952 году Баден, Вюртемберг-Баден и Вюртемберг-Гогенцоллерн были объединены в землю Баден-Вюртемберг, в рамках которой были образованы правительственные округа Северный Баден, Южный Баден, Северный Вюртемберг и Южный Вюртемберг-Гогенцоллерн, в 1973 году они были переименованы в правительственные округа Карлсруэ, Фрайбург, Штутгарт и Тюбинген соответственно.

### Крейсгауптманнства в Саксонии
Крейсгауптманнства в Саксонии соответствовали правительственным округам Пруссии в 1835—1939 гг. В 1939 году были заменены правительственными округами.
- Баутцен (в 1932 г. объединено с Дрезденом в Дрезден-Баутцен)
- Дрезден
- Лейпциг
- Цвиккау
- Хемниц (создано в 1900 г.)

В 1946 году правительственный округ Цвиккау был присоединён к правительственному округу Хемниц. В 1952 году после раздела Саксонии на округа Дрезден, Лейпциг и Хемниц правительственные округа Саксонии были упразднены, но в 1991 году они были восстановлены, а в 2008 году реорганизованы в одноимённые дирекционные округа (Direktionsbezirk).

### Округа Эльзасс-Лотарингии
- Верхний Эльзасс
- Нижний Эльзасс
- Лотарингия

### Правительственные округа рейхсгау (1938—1945)
- Данциг-Западная Пруссия (центр — Данциг)
  - Данциг
  - Бромберг
  - Мариенвердер
- Вартеланд (центр — Позен)
  - Позен
  - Гогензальца
  - Калиш (с 1941 года — Лицманштадт)
- Судетенланд (центр — Рейхенберг)
  - Эгер
  - Ауссиг
  - Троппау